# Бомбардувальна авіація
Бомбардува́льна авіа́ція заст. бомбардувальне лету́нство — один з основних родів військово-повітряних сил.
Бомбардувальна авіація поділяється на тактичну й стратегічну, або дальню. Здатна завдавати ударів величезної руйнівної сили за короткі проміжки часу і на великі відстані, бомбардувальна авіація є могутньою ударною силою ВПС. Один із засобів застосування зброї масового ураження. Бомбардувальна авіація вражає об'єкти на полі бою, в оперативному й стратегічному тилу противника.